# Kuta Pinang
Kuta Pinang is een bestuurslaag in het regentschap Serdang Bedagai van de provincie Noord-Sumatra, Indonesië. Kuta Pinang telt 2789 inwoners (volkstelling 2010).